# Ngựa Heck

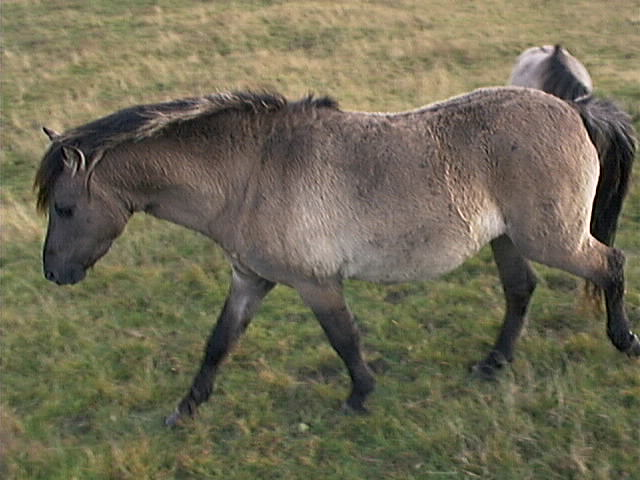
Một con ngựa Heck ở Haselünne, Đức (2004)

Ngựa Heck là một giống ngựa được cho là có ngoại hình khá giống với loài ngựa hoang dã châu Âu (Equus ferus ferus), một loài ngựa hoang đã bị tuyệt chủng. Loài này được tạo ra bởi anh em Heinz Heck và Lutz Heck là các nhà lai tạo người Đức trong nỗ lực lai tạo để tạo ra nguyên mẫu của giống ngựa Tarpan. Mặc dù hai anh em này không thành công trong việc tạo ra một bản sao di truyền của các loài ngựa hoang dã đã tuyệt chủng, nhưng họ đã phát triển một giống với màu sắc xám xịt grullo và những nét dấu sơ khai nguyên thủy. Sau khi diễn ra cuộc xâm lăng của Đức Quốc xã vào đất nước Ba Lan, những con ngựa này đã được gom lại và đưa vào rừng Białowieża, nơi một đàn nhỏ vẫn còn tồn tại cho đến ngày hôm nay. Những con ngựa Heck sau đó được xuất khẩu sang Hoa Kỳ, nơi một hiệp hội giống ngựa đã được thành lập vào những năm 1960.

## Đặc điểm

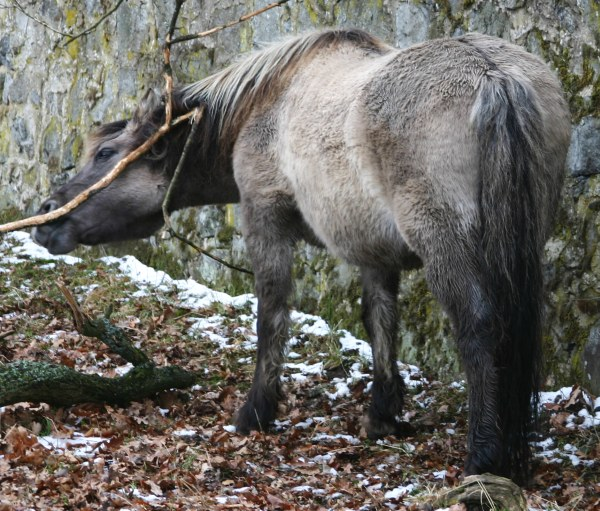
Một con ngựa tại Đức

Giống ngựa Heck là giống ngựa có màu xám đạm (dun) hoặc màu sắc Grullo (một phiên bản của màu đạm xám), chúng không có dấu màu trắng trước trán. Loài này có các dấu hiệu nguyên thủy của loài ngựa, bao gồm một sọc dọc lưng và sọc ngang trên đôi chân và có dáng thấp đậm như những con ngựa hoang. Ngựa Heck thường khi đứng cao từ 12,2 và 13,2 tay (50 và 54 inch, 127 và 137 cm) về chiều cao. Đầu chúng rất to, chân thấp, tứ chi và chân sau mạnh mẽ. Các móng chân rất mạnh, thường không cần đóng móng.
Dáng chạy của con ngựa Heck là bước đi cao ráo, làm cho chúng cảm thấy thoải mái khi kéo xe và được xem là hấp dẫn khi cho kéo xe. Giống ngựa này được mô tả là điềm tĩnh, thân thiện, tò mò và thông minh, mặc dù chúng cũng có bản năng rất độc lập, không quá dựa dẫm vào bầy đàn và những người chăm sóc chúng. Những mô tả về thể chất vật lý (lý tính) của chúng và ngựa rừng Tarpan rất giống nhau như dáng mạnh mẽ, xấp xỉ cùng chiều cao, và cùng màu sắc và các dấu hiệu sơ khai nguyên thủy ban đầu.

## Lịch sử
Những con ngựa Tarpan là một con ngựa hoang ở châu Âu bị tuyệt chủng trong tự nhiên vào năm 1879, do bị săn bắt và lai tạo với ngựa thuần hoá và vào năm 1887, con ngựa cuối cùng bị giết chết ở Nga. Những con ngựa Heck được tạo ra bởi Heinz Heck, nhà nghiên cứu động vật học người Đức cùng Lutz Heck, giám đốc vườn thú Berlin, tại Tierpark Hellabrunn (Sở thú Munic) ở Đức trong nỗ lực lai tạo ra loài ngựa Tarpan. Anh em nhà Heck cho rằng họ có thể tái tạo các phân loài ngựa Tarpan đã tuyệt chủng bởi các hậu duệ sinh sản sau đó.
Họ có niềm tin rằng anh em họ có thể kết hợp và sắp xếp lại các vật liệu di truyền từ những con cháu đã và đang còn sống sót này để thỏa mãn việc mục sở thị của một con ngựa đã tuyệt chủng. Các nhà lai tạo khác cũng có kiểu hình tương tự, và sử dụng các gien di truyền khác nhau để cố gắng tái tạo lại giống ngựa Tarpan hoặc một con ngựa mà có cái nhìn hợp lý. Một kết quả là một dòng ngựa được lai tạo từ những con ngựa hoang Mustang của Hoa Kỳ bởi một nhà lai tạo tên là Harry Hegardt.
Các anh em nhà Heck cùng với một số giống ngựa và ngựa nhỏ châu Âu được giả định là hậu duệ của những con ngựa Tarpan. Họ cuối cùng đã kết hợp con ngựa Konik, ngựa Iceland, và giống ngựa Gotland. Những con ngựa này được lai tạo với những con ngựa hoang của loài ngựa hoang Mông Cổ mà còn gọi là ngựa Przewalski. Anh em nhà Heck tin rằng dòng máu ngựa hoang Mông Cổ (Przewalski) với tính hoang dã sẽ giúp đúc rút ra những đặc điểm hoang dã mà họ cảm thấy nằm im ắng trong con ngựa cái đã được thuần hóa như việc đánh thức một bản năng hoang dã vốn đã bị chôn lấp.
Các phép lai chéo tạp giao ban đầu được thực hiện giữa ngựa Gotland và những chú ngựa Iceland (những con ngựa trông bề ngoài nom có vẻ gần giống với kiểu hình của ngựa Tarpan, đặc biệt là hình dạng của cái đầu) và ngựa hoang Mông Cổ-Przewalski (những cá thể sẽ cung cấp màu sắc ngọc và thẳng đứng), và con sau đó được lai với nhau khác nữa. Con ngựa đầu tiên sinh ra từ chương trình này là cá thể có màu sắc mong muốn là một con ngựa non sinh ra vào ngày 22 tháng 5 năm 1933 tại Tierpark Hellabrunn.
Chương trình chăn nuôi và nhân giống cứ thế tiếp tục, chỉ sử dụng những con ngựa có hình dạng sọ mong muốn, cấu trúc xương và màu lông ngựa thích hợp. Tương đối nhanh chóng, sự hình thành và màu sắc lông của giống ngựa này đã được thiết lập, với đàn giống cha mẹ đáng tin cậy chuyển những đặc điểm của chúng truyền cho con cái của chúng. Như vậy, những nỗ lực của anh em nhà Heck cũng đã có kết quả bước đầu như mong muốn của họ về việc tái tạo nên một giống ngựa nguyên thủy từ những con ngựa nhà đã thuần hóa.
Trong Thế chiến II, những con ngựa theo kiểu mong muốn được thu thập từ các nước bị quân đội Đức chiếm đóng để sử dụng trong chương trình chăn nuôi của anh em nhà Heck. Tadeusz Vetulani, một nhà sinh vật học Ba Lan, đã làm việc với những con ngựa Konik, tại thời điểm đó được cho là hậu duệ từ những con ngựa trên những chiếc tàu chở dầu, với mục đích giống như anh em nhà Heck là tái tạo giống ngựa nguyên thủy Tarpan. Một số con ngựa trong chương trình của ông đã được đưa trở lại rừng Białowieża, Ba Lan.
Trong suốt thời gian diễn ra chiến tranh, anh em nhà Heck đã đưa những con vật này ra khỏi rừng và sử dụng chúng trong các chương trình nhân giống của chúng. Vetulani coi đây là một "chiến dịch phá hoại", và các hành động của anh em nhà Heck đã kết thúc chương trình gây giống của mình. Một số những con ngựa Heck chính là kết quả, gần giống những con ngựa tổ tiên ban đầu, đã được gửi trở lại Białowieża, trở thành một phần của bảo vệ săn bắn cho các quan chức chính phủ Đức Quốc xã.
Rồi thì đất đai và những con ngựa cuối cùng đã quay trở lại quyền quản lý của Ba Lan sau khi chiến tranh kết thúc với sự đầu hàng của Đức Quốc xã. Vào năm 2007, một đàn nhỏ con ngựa vẫn còn, sống với sự can thiệp nhỏ từ những con người có trách nhiệm, trong rừng Białowieza, khu vực còn lại cuối cùng của châu Âu của rừng nguyên sinh ở vùng đất thấp. Anh em Heck cũng đã thực hiện một chương trình nhân giống tương tự với hy vọng tái tạo các giống cổ xưa, kết quả là những gì sẽ trở thành bò Heck.

## Xuất khẩu

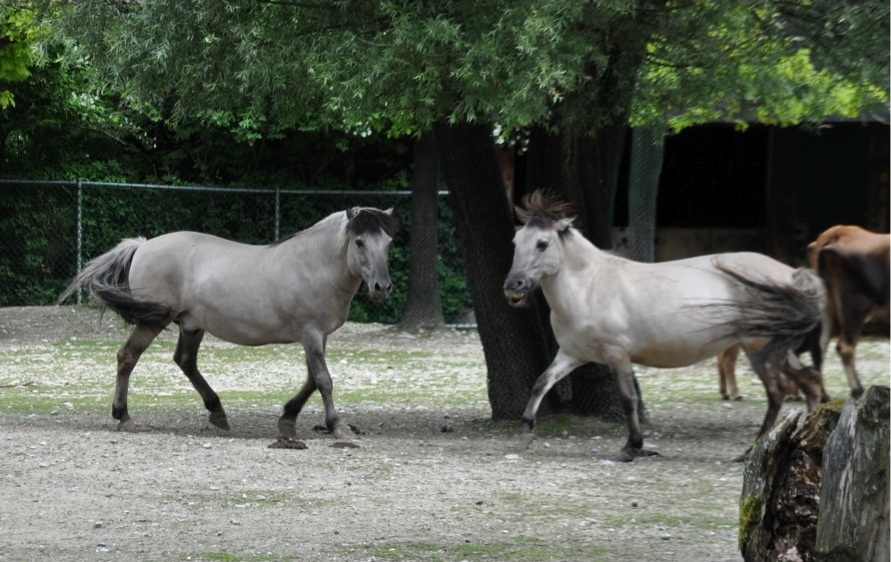
Những con ngựa Heck tại một công viên

Con ngựa Heck đầu tiên đặt chân đến Hoa Kỳ là một con ngựa đực giống mang tên là “Công tước”, được nhập khẩu vào năm 1954 bởi Công viên động vật học Chicago ở Illinois, tiếp theo là hai con ngựa vào năm 1955. Một con ngựa thứ ba được nhập khẩu bởi Công viên Động vật Hoang dã Fort Worth ở Texas vào năm 1962. Tất cả bốn con ngựa đến từ vườn thú Munich và vào đầu những năm 1990, sau đó, tất cả các con ngựa Heck ở Hoa Kỳ đã bắt nguồn từ những con vật này.
Một số nhà lai tạo tư nhân tại Hoa Kỳ hiện đang sử dụng những con ngựa này để kéo xe và kéo xe nhẹ. Vào đầu những năm 1960, hiệp hội ngựa Tarpan Bắc Mỹ được thành lập bởi những người đam mê ngựa Heck để quảng bá giống ngựa này. Năm 2002, có ít hơn 100 con ngựa Heck ở Hoa Kỳ, phần lớn chúng đã là hậu duệ từ sáu con ngựa cơ sở, tất cả đều được nhập khẩu từ Đức. Đến năm 2013, một số ít ngựa Heck được sống trong một khu vực hoang vu ở Latvia.
Một số nhà lai tạo đã thực hiện việc lai chéo ngựa Heck với các giống khác để có được một con ngựa lớn hơn với một số đặc điểm sơ khai. Các giống thường được lai với ngựa Heck là ngựa Welsh và ngựa Ả rập, và một giống ngựa mới, được gọi là Ngựa lùn Canada, đã được phát triển từ ba giống này. Ở Châu Âu, nhiều nhà lai tạo đã lai ngựa Heck với ngựa Thuần Chủng (Thoroughbred) cho ra những con ngựa cung cấp ngựa cưỡi cho các tay thợ săn cáo trên đồng.